# Liberty, Kentucky
Liberty är en stad (city) och administrativ huvudort (county seat) i Casey County i delstaten Kentucky, USA. 2010 hade staden 2 168 invånare.